# هينوجوسا ديل كامبو
هينوجوسا ديل كامبو هي بلدية تقع في مقاطعة سوريا، في منطقة قشتالة وليون، في إسبانيا. يبلغ عدد سكانها 33 نسمة وذلك حسب (المعهد الوطني للإحصاء) سنة 2017، وتبلغ مساحتها 26,07 كم²، وترتفع عن سطح البحر 1,034 متر.

## تطور السكان
في تعداد عام 2010 بلغ عدد سكان البلدية 34 نسمة، منهم 22 رجلا و12 امرأة.